# Arsenio Hall
Arsenio Hall (ur. 12 lutego 1956 w Cleveland) – amerykański aktor i komik.
Zagrał m.in. w filmach Książę w Nowym Jorku i Amazonki z Księżyca. Jest synem pastora z Cleveland. W wieku 7 lat, zainteresował się iluzją, i zaczął występować na urodzinach oraz weselach.
Kształcił się na Uniwersytecie Ohio i Kent State University. 